# باشگاه فوتبال الشارجه
باشگاه فوتبال اَلْشارجه (به عربی: نادي الشارقة الرياضي الثقافي) یک باشگاه حرفه‌ای فوتبال در لیگ برتر امارات است که در شهر شارجه در کشور امارات متحده عربی قرار دارد. ورزشگاه خانگی این تیم الشارجه نام دارد و گنجایش آن ۲۰٬۰۰۰ نفر است. این باشگاه در سال ۱۹۶۶ با نام الاُروبا تأسیس شد؛ این تیم سابقه شش عنوان قهرمانی در لیگ برتر فوتبال امارات را در کارنامه دارد. باشگاه در سال ۱۹۷۴ با باشگاه الخلیج ادغام شد. همچنین در سال ۲۰۱۷، باشگاه الشعب با باشگاه شارجه ادغام شد.

## تاریخچه
این باشگاه در سال ۱۹۶۶ با نام الاروبا تأسیس شد و در سال ۱۹۷۴ با باشگاه الخلیج ادغام شد (بعد از بازگشایی دوباره) و از سال ۱۹۷۸ با نام رسمی باشگاه فرهنگی ورزشی شارجه فعالیت می‌کند.
باشگاه شارجه به عنوان اولین تیمی که قهرمان مسابقات لیگ امارات می‌باشد شناخته شده‌است (سال ۱۹۷۴–۱۹۷۳). این باشگاه دارای بیش از چهار عنوان قهرمانی در طی دهه ۸۰ و اوایل دهه ۹۰ می‌باشد که در دوران اوج فوتبال امارات می‌باشد. این تیم بیش از نه بازیکن در تیم فوتبال امارات که در جام جهانی ۹۰ ایتالیا شرکت کرد داشت که باعث پیشرفت و شکوفایی بیشتر باشگاه شد.
این تیم همچنین با نام پادشاه هم شناخته می‌شود که دلیل اصلی آن بیشترین قهرمانی در جام رئیس دولت امارات است با ۸ عنوان قهرمانی که اولین آن در سال ۱۹۷۹–۱۹۷۸ و آخرین آن در سال ۲۰۰۳–۲۰۰۲ می‌باشد.
همچنین تیم شارجه دارای بیشترین برد در مقابل دیگر تیمهای امارات است و هیچ تیمی در امارت نیست که برد بیشتری تسبت به شارجه داشته باشد.

## افتخارات
لیگ برتر امارات: (۶)
۷۴–۱۹۷۳, ۸۷–۱۹۸۶, ۸۹–۱۹۸۸, ۹۴–۱۹۹۳, ۹۶–۱۹۹۵,
۱۹–۲۰۱۸
جام رئیس دولت امارات: (۸)
۷۹–۱۹۷۸, ۸۰–۱۹۷۹, ۸۲–۱۹۸۱, ۸۳–۱۹۸۲, ۹۱–۱۹۹۰,
۹۵–۱۹۹۴, ۹۸–۱۹۹۷, ۰۳–۲۰۰۲
سوپر جام امارات: (۲)
۱۹۹۴, ۲۰۱۹
لیگ قهرمانان آسیا ۲
قهرمان(۱): ۲۵_۲۰۲۴

## مالکان باشگاه
| سمت                                         | اسم                    |
| ------------------------------------------- | ---------------------- |
| درجه افتخاری ریاست هیت رئیسه                | سلطان بن محمد القسیمی  |
| درجه افتخاری ریاست باشگاه و رئیس هیئت رئیسه | عبدالله بن محمد الثانی |
| رئیس هیئت ورزشی                             | اصام بن ساغر القسیمی   |
| رئیس هیئت مدیره باشگاه                      | احمد بن عبدالله الثانی |
| سخنگوی هیئت ورزشی                           | احمد الفردان           |

```
عبدالله بن محمد الثانی همچنین مدیریت فرودگاه شارجه و ریاست منطقه سیف را دارا می‌باشد.
```

## مربیان نامدار
- جو کینیر
- استریچکو یورچی
- جرارد وندرلم
- یوسف الزواری
- تونی الیویرا

## بازیکنان مشهور
- قیصر منیر
- رزاق فرهان
- رجا شنیشل
- اندرسون باربوسا
- ادینیو
- عثمان الاساس
- رضاالریاحه
- رسول خطیبی
- ایمان مبعلی
- جواد نکونام
- مسعود شجاعی
- مازیار زارع
- علی ثانی
- محسن مصبح
- عبدالله الانباری
- عبدالرحمان الحداد
- یوسف حسینی
- عبدالعزیز محمد
- احمد ابراهیم
- حسین غلوم
- اسماعیل محمد
- ابراهیم میر
- عیسی میر
- میرالم پیانیچ
- پاکو آلکاسر
- موسی مارگا